# Petrus Wittfeld
Petrus Wittfeld SJ (auch Petrus Wittfelt, * 21. Oktober 1587 in Coesfeld; † 15. April 1657 in Münster) war ein deutscher römisch-katholischer Theologe, Katechetiker und Kirchenrechtler. Seit 1607 gehörte Petrus Wittfeld dem Jesuitenorden an.

## Leben und Werk
Petrus Wittfeld wirkte als Kirchenrechtler in Paderborn und in Münster. Ab 1651 verteidigte er in deutschsprachigen kontroverstheologischen Schriften ohne Polemik den Anspruch der Römisch-katholischen Kirche gegenüber anderen Konfessionen als der wahren Kirche. In seiner Theologia catechetica (Münster 1656) entwarf er ein inhaltlich anspruchsvolles Lehrbuch für die Theologenausbildung, das auf eine lebensnahe Verkündigung ausgerichtet war.